# Formazioni di SM-Liiga finlandese di pallavolo maschile 2013-2014
Formazioni delle squadre di pallavolo partecipanti alla stagione 2013-2014 del campionato finlandese di pallavolo maschile.

## Pohjois-Karjalan Liiga-Riento
| N° | Nome            | Ruolo | Data di nascita   | Nazionalità sportiva |
| -- | --------------- | ----- | ----------------- | -------------------- |
| -  | Jani Säisä      | All   | -                 | Finlandia            |
| 2  | Eetu Pennanen   | S     | 18 settembre 1992 | Finlandia            |
| 4  | Jeffrey Schmitz | P     | 22 maggio 1988    | Stati Uniti          |
| 5  | Joni Savimäki   | S     | 28 gennaio 1991   | Finlandia            |
| 6  | Boris Bakalov   | C     | 6 agosto 1983     | Serbia               |
| 7  | Arttu Reijonen  | C     | 6 giugno 1994     | Finlandia            |
| 8  | Teemu Saarinen  | S/O   | 20 aprile 1992    | Finlandia            |
| 9  | Miikka Räsänen  | S     | 8 giugno 1990     | Finlandia            |
| 11 | Juhani Hakala   | L     | 1º ottobre 1990   | Finlandia            |
| 12 | Ville Louhela   | S/O   | 7 marzo 1991      | Finlandia            |
| 14 | Bojan Gluvajić  | S/O   | 21 agosto 1980    | Serbia               |
| 15 | Tuomas Tikka    | P     | 15 marzo 1993     | Finlandia            |
| 17 | Markus Kaurto   | C     | 31 agosto 1993    | Finlandia            |
| -  | Lasse Kukkonen  | L     | 4 settembre 1992  | Finlandia            |

## Lentopalloseura Kokkolan Tiikerit
| N° | Nome                | Ruolo | Data di nascita   | Nazionalità sportiva |
| -- | ------------------- | ----- | ----------------- | -------------------- |
| -  | Tommi Tiilikainen   | All   | 6 giugno 1987     | Finlandia            |
| 1  | Kasper Vuorinen     | P     | 22 aprile 1984    | Finlandia            |
| 2  | Teemu Haka          | C     | 27 luglio 1988    | Finlandia            |
| 4  | Steven Kehoe        | P     | 20 ottobre 1987   | Stati Uniti          |
| 5  | Niklas Seppänen     | S     | 30 giugno 1993    | Finlandia            |
| 6  | Joe Klein           | C     | 14 ottobre 1986   | Stati Uniti          |
| 7  | Romāns Saušs        | S     | 27 giugno 1989    | Lettonia             |
| 8  | Tomi Mutka          | S     | 14 settembre 1990 | Finlandia            |
| 9  | Simo-Pekka Olli     | P     | 13 novembre 1985  | Finlandia            |
| 10 | Tomi Rumpunen       | S     | 4 novembre 1987   | Finlandia            |
| 11 | Antti Leppälä       | C     | 8 maggio 1992     | Finlandia            |
| 13 | Lauri Kerminen      | L     | 18 gennaio 1993   | Finlandia            |
| 14 | Olli-Pekka Ojansivu | S/O   | 31 dicembre 1987  | Finlandia            |
| 15 | Markus Väisänen     | C     | 6 marzo 1990      | Finlandia            |
| 16 | Dmitri Borichev     | S/O   | 27 gennaio 1988   | Finlandia            |

## Hurrikaani-Loimaa
| N° | Nome               | Ruolo | Data di nascita   | Nazionalità sportiva |
| -- | ------------------ | ----- | ----------------- | -------------------- |
| -  | Ville Kakko        | All   | -                 | Finlandia            |
| 1  | Jesse Mäntylä      | L     | 24 marzo 1987     | Finlandia            |
| 2  | Petteri Penttinen  | P     | 21 agosto 1985    | Finlandia            |
| 3  | Jani Niskakangas   | S     | 2 gennaio 1990    | Finlandia            |
| 4  | Akseli Haltia      | P     | 3 marzo 1994      | Finlandia            |
| 5  | Aleksi Kaatrasalo  | C     | 24 maggio 1990    | Finlandia            |
| 6  | Aleksi Kössi       | P     | 18 maggio 1994    | Finlandia            |
| 7  | Henri Rajala       | L     | 26 settembre 1988 | Finlandia            |
| 8  | Antti Poikela      | S     | 6 aprile 1989     | Finlandia            |
| 9  | Samuli Kaislasalo  | C     | 3 agosto 1995     | Finlandia            |
| 9  | Kasimir Vuorinen   | L     | 28 agosto 1995    | Finlandia            |
| 10 | Tuukka Anttila     | C     | 13 gennaio 1980   | Finlandia            |
| 11 | Henry Kartano      | S     | 23 maggio 1992    | Finlandia            |
| 12 | Vladimir Cedić     | S/O   | 6 ottobre 1987    | Serbia               |
| 13 | Tapio Toiviainen   | C     | 23 dicembre 1995  | Finlandia            |
| 14 | Aivars Petrusevics | S     | 2 dicembre 1984   | Lettonia             |
| 15 | Sergej Jegorov     | S     | 21 aprile 1981    | Russia               |

## Lentopalloseura ETTA
| N° | Nome              | Ruolo | Data di nascita  | Nazionalità sportiva |
| -- | ----------------- | ----- | ---------------- | -------------------- |
| -  | Olli Kuoksa       | All   | 23 maggio 1981   | Finlandia            |
| 1  | Vuk Karanović     | S     | 18 dicembre 1987 | Macedonia del Nord   |
| 2  | Panu Pahtaja      | L     | 24 agosto 1986   | Finlandia            |
| 3  | Janne Marttila    | S     | 17 aprile 1997   | Finlandia            |
| 4  | Anssi Hakala      | S     | 12 maggio 1984   | Finlandia            |
| 5  | Otto Viitala      | C     | 20 gennaio 1990  | Finlandia            |
| 6  | Mikko Sammelvuo   | S     | 31 gennaio 1995  | Finlandia            |
| 8  | Mikko Kallioniemi | P     | 28 agosto 1991   | Finlandia            |
| 10 | Juha Keihäskoski  | P     | 25 maggio 1982   | Finlandia            |
| 11 | Antwain Aguillard | C     | 22 agosto 1989   | Stati Uniti          |
| 12 | Petteri Kiilunen  | L     | 20 maggio 1993   | Finlandia            |
| 13 | Ville Sorvoja     | S/O   | 2 dicembre 1990  | Finlandia            |
| 14 | Janne Kangaskokko | S     | 29 dicembre 1983 | Finlandia            |
| 15 | Markku Huuskonen  | C     | 13 gennaio 1982  | Finlandia            |

## Pielaveden Sampo
| N° | Nome               | Ruolo | Data di nascita | Nazionalità sportiva |
| -- | ------------------ | ----- | --------------- | -------------------- |
| -  | Jukka Tuovinen     | All   | 2 marzo 1965    | Finlandia            |
| 2  | Aki Riihimäki      | P     | 11 gennaio 1977 | Finlandia            |
| 4  | Enderwin Herrera   | S     | 31 maggio 1983  | Venezuela            |
| 5  | Toni Mäkitupa      | P     | 15 giugno 1986  | Finlandia            |
| 6  | Tommi Siirilä      | C     | 5 agosto 1993   | Finlandia            |
| 7  | Tatu Säisä         | C     | 7 marzo 1993    | Finlandia            |
| 8  | Mikko Väliaho      | C     | 21 aprile 1990  | Finlandia            |
| 11 | Andrej Ankudovitsh | S     | 29 aprile 1977  | Russia               |
| 12 | Timo Tolvanen      | L     | 8 novembre 1977 | Finlandia            |
| 13 | Pekka Seppänen     | S     | 25 aprile 1983  | Finlandia            |
| 14 | Antti Karttunen    | S     | 25 ottobre 1992 | Finlandia            |
| 15 | Timo Leikas        | S/O   | 5 luglio 1985   | Finlandia            |

## Raision Loimu
| N° | Nome                 | Ruolo | Data di nascita  | Nazionalità sportiva |
| -- | -------------------- | ----- | ---------------- | -------------------- |
| -  | Henri Tuomi          | All   | 14 dicembre 1982 | Finlandia            |
| 1  | Juho Rajala          | L     | 6 agosto 1985    | Finlandia            |
| 2  | Kaius Peltonen       | P     | 15 maggio 1987   | Finlandia            |
| 4  | Hector Salerno       | S     | 18 giugno 1991   | Venezuela            |
| 5  | Ossi Rumpunen        | S/O   | 18 aprile 1989   | Finlandia            |
| 6  | Shawn Sangrey        | S/O   | 9 febbraio 1990  | Stati Uniti          |
| 8  | Kimmo Kutinlahti     | C     | 9 marzo 1986     | Finlandia            |
| 9  | Kirill Borichev      | S     | 8 ottobre 1989   | Finlandia            |
| 10 | Karri Sihvonen       | C     | 17 febbraio 1994 | Finlandia            |
| 11 | Cory Riecks          | S     | 7 novembre 1988  | Stati Uniti          |
| 12 | Tuomas Koppanen      | C     | 4 ottobre 1993   | Finlandia            |
| 13 | Eetu Rantanen        | L     | 29 marzo 1994    | Finlandia            |
| 14 | Jose Miguel Sugranes | C     | 25 agosto 1985   | Spagna               |
| 17 | Jani Sippola         | P     | 4 aprile 1990    | Finlandia            |

## Perungan Pojat
| N° | Nome                | Ruolo | Data di nascita  | Nazionalità sportiva |
| -- | ------------------- | ----- | ---------------- | -------------------- |
| -  | Ismo Tuominen       | All   | -                | Finlandia            |
| 1  | Joel Juurinen       | P     | 21 dicembre 1993 | Finlandia            |
| 2  | Jouni Palokangas    | S     | 21 novembre 1986 | Finlandia            |
| 3  | Matthew Pollock     | C     | 14 agosto 1990   | Stati Uniti          |
| 5  | Kalle Määttä        | P     | 4 ottobre 1984   | Finlandia            |
| 6  | Akseli Kouki        | S     | 11 luglio 1994   | Finlandia            |
| 9  | Miikka Lemola       | S     | 17 luglio 1994   | Finlandia            |
| 10 | Eemeli Kouki        | S     | 26 ottobre 1991  | Finlandia            |
| 11 | Matti Alatalo       | L     | 9 agosto 1995    | Finlandia            |
| 12 | Jussi Sirviö        | S/O   | 2 luglio 1986    | Finlandia            |
| 13 | Tuomas Hautala      | C     | 18 dicembre 1991 | Finlandia            |
| 14 | Anton Vasiliev      | L     | 6 novembre 1991  | Bulgaria             |
| 15 | Thiago de Souza     | S/O   | 7 luglio 1985    | Brasile              |
| -  | Alexandro Rodrigues | S/O   | 4 luglio 1981    | Brasile              |
| -  | Kyle McElderry      | L     | 27 ottobre 1989  | Stati Uniti          |
| -  | Ossi Mäkinen        | S     | 23 febbraio 1994 | Finlandia            |

## Saimaa Volley
| N° | Nome                  | Ruolo | Data di nascita   | Nazionalità sportiva |
| -- | --------------------- | ----- | ----------------- | -------------------- |
| -  | Guntis Atars          | All   | -                 | Finlandia            |
| 1  | Lasse Räisänen        | S     | 6 novembre 1989   | Finlandia            |
| 2  | Tuomo Ikonen          | C     | 23 novembre 1988  | Finlandia            |
| 3  | Ansis Medenis         | S/O   | 23 ottobre 1984   | Finlandia            |
| 4  | Paul Sanderson        | S     | 7 gennaio 1985    | Australia            |
| 5  | Jonne Väisänen        | P     | 27 marzo 1995     | Finlandia            |
| 6  | Robert Seppänen       | S     | 14 luglio 1990    | Finlandia            |
| 7  | Ville-Erik Tarkiainen | S     | 17 marzo 1994     | Finlandia            |
| 8  | Joni Mikkonen         | S/O   | 13 giugno 1986    | Finlandia            |
| 9  | Byron Ferguson        | C     | 22 novembre 1988  | Bahamas              |
| 10 | Bogdan Olefir         | S     | 10 giugno 1990    | Russia               |
| 11 | Ville Juntura         | P     | 26 marzo 1988     | Finlandia            |
| 12 | Pasi Hyvärinen        | L     | 22 novembre 1987  | Finlandia            |
| -  | Taavi Tuominen        | C     | 19 gennaio 1997   | Finlandia            |
| -  | Lauri Valjus          | C     | 12 luglio 1997    | Finlandia            |
| -  | Mika Nenonen          | C     | 10 settembre 1975 | Finlandia            |
| -  | Mikko Sairanen        | L     | 10 settembre 1983 | Finlandia            |

## Rantaperkiön Isku-Volley
| N° | Nome               | Ruolo | Data di nascita   | Nazionalità sportiva |
| -- | ------------------ | ----- | ----------------- | -------------------- |
| -  | Jussi Heino        | All   | 8 aprile 1971     | Finlandia            |
| 2  | Teemu Koivunen     | C     | 18 luglio 1991    | Finlandia            |
| 3  | Petteri Friberg    | S     | 21 maggio 1991    | Finlandia            |
| 4  | Eetu Rantanen      | P     | 7 aprile 1995     | Finlandia            |
| 5  | Sami Juvonen       | P     | 19 novembre 1966  | Finlandia            |
| 6  | Olari Venno        | S     | 11 dicembre 1991  | Estonia              |
| 7  | Markus Kauppinen   | S     | 13 settembre 1990 | Finlandia            |
| 9  | Tuomas Tihinen     | S     | 26 dicembre 1979  | Finlandia            |
| 11 | Oskar Muurinen     | S     | 8 febbraio 1991   | Finlandia            |
| 13 | Tatu Härkönen      | C     | 20 maggio 1993    | Finlandia            |
| 14 | Aleksi Mutka       | L     | 23 marzo 1995     | Finlandia            |
| 15 | Sten Kruuda        | C     | 28 marzo 1986     | Finlandia            |
| 16 | Christopher Austin | P     | 9 settembre 1991  | Stati Uniti          |
| 18 | Sauli Sinkkonen    | S/O   | 14 settembre 1989 | Finlandia            |

## Vammalan Lentopallo
| N° | Nome                | Ruolo | Data di nascita   | Nazionalità sportiva |
| -- | ------------------- | ----- | ----------------- | -------------------- |
| -  | Uģis Krastiņš       | All   | 16 maggio 1070    | Lettonia             |
| 1  | Juha Aho            | C     | 14 febbraio 1981  | Finlandia            |
| 2  | Olli-Pekka Palomäki | C     | 10 febbraio 1995  | Finlandia            |
| 3  | Antti Esko          | P     | 30 luglio 1982    | Finlandia            |
| 4  | Elviss Krastins     | S     | 15 settembre 1994 | Finlandia            |
| 5  | Eelis Karinen       | S     | 27 settembre 1993 | Finlandia            |
| 6  | Mauri Kurppa        | P     | 6 aprile 1993     | Finlandia            |
| 7  | Sakari Mäkinen      | S     | 19 gennaio 1995   | Finlandia            |
| 8  | Tuomas Tihumäki     | C     | 11 gennaio 1995   | Finlandia            |
| 9  | Sjoerd Hoogendoorn  | S/O   | 17 febbraio 1991  | Paesi Bassi          |
| 10 | Jarmo Korhonen      | L     | 25 luglio 1982    | Finlandia            |
| 12 | Eduard Venski       | C     | 21 aprile 1977    | Bielorussia          |
| 13 | Olli Kunnari        | S     | 2 febbraio 1982   | Finlandia            |
| 15 | Mikko Oivanen       | S/O   | 26 maggio 1986    | Finlandia            |

## Korson Veto
| N° | Nome                 | Ruolo | Data di nascita   | Nazionalità sportiva |
| -- | -------------------- | ----- | ----------------- | -------------------- |
| -  | Jouko Lindberg       | All   | -                 | Finlandia            |
| 1  | Ville Pirinen        | L     | 2 maggio 1993     | Finlandia            |
| 2  | Lassi Nurminen       | C     | 1º settembre 1994 | Finlandia            |
| 3  | Petteri Laurila      | P     | 4 agosto 1973     | Finlandia            |
| 4  | Antti Vallin         | S/O   | 5 aprile 1994     | Finlandia            |
| 5  | Farouq Hedhili       | C     | 27 giugno 1991    | Finlandia            |
| 6  | Antti-Matias Kajaala | S     | 19 gennaio 1993   | Finlandia            |
| 7  | Joel Laakso          | P     | 8 luglio 1994     | Finlandia            |
| 8  | Teppo Pulkkinen      | S     | 5 ottobre 1986    | Finlandia            |
| 9  | Karl Külaots         | S/O   | 28 dicembre 1993  | Finlandia            |
| 10 | Niko Kärkkäinen      | S     | 16 agosto 1994    | Finlandia            |
| 11 | Pasi Kuosmanen       | S     | 8 ottobre 1989    | Finlandia            |
| 12 | Toni Kankaanpää      | S     | 18 marzo 1984     | Finlandia            |
| 14 | Jussi Niemelä        | S/O   | 8 dicembre 1977   | Finlandia            |